# Saint-Savin (Vienne)
 Saint-Savin, también llamada Saint-Savin-sur-Gartempe, es una población y comuna francesa, situada en la región de Poitou-Charentes, departamento de Vienne, en el distrito de Montmorillon.

## Demografía
| 1 283 | 1 349 | 1 323 | 1 058 | 1 089 | 1 009 |
| Para los censos de 1962 a 1999 la población legal corresponde a la población sin duplicidades (Fuente: INSEE [Consultar]) |       |       |       |       |       |

## Lugares de interés

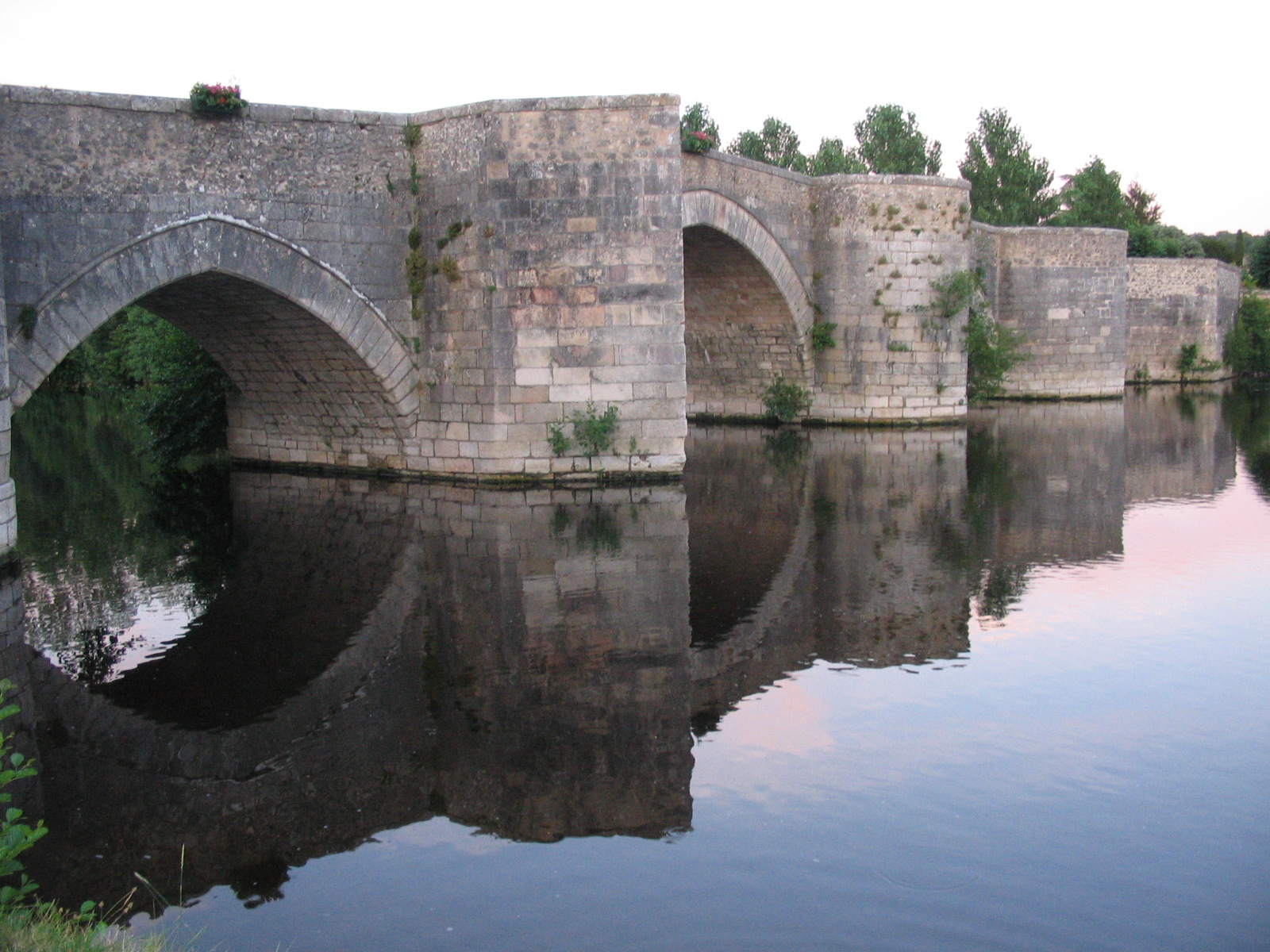
El puente gótico.

- La Abadía de Saint-Savin-sur-Gartempe, románica y patrimonio de la humanidad.
- El Centro Internacional de Arte Mural, creado en 1989, donde se da una visión de este tipo de arte desde la prehistoria hasta nuestros días.
- Puente gótico sobre el río Gartempe, situado en frente de la abadía.